# Lijst van talen in Indonesië/Volgens taalfamilie
Dit is een lijst van talen in Indonesië volgens taalfamilie.

## Afro-Aziatische talen(1 taal in Indonesië gesproken)
- Semitische talen (1): Arabisch

## Altaïsche talen(1)
- Turkse talen (1): Oeigoers

## Austronesische talen(476)
- Malayo-Polynesische talen (476): Badui, Balinees, Indonesisch, Javaans, Kangeaans, Madoerees, Balinees Maleis, Osing, Soendanees, Tenggerees, Ahe, Ampanang, Aoheng, Bahau, Bakumpai, Bandjarees, Basap, Bekati', Benyadu', Biatah, Bolongaans, Bukar Sadong, Bukat, Bukitaans, Burusu, Landdajaks, Djongkang, Dohoi, Dusun Deyah, Dusun Malang, Dusun Witu, Embaloh, Hovongaans, Ibaans, Kahayaans, Katingaans, Kayaans Mahakam, Busang-Kayaans, Kayanrivier-Kayaans, Mendalam-Kayaans, Wahau-Kayaans, Kelabit, Kembayaans, Kendajaans, Keninjal, Bahaurivier-Kenyah, Bakung-Kenyah, Kayanrivier-Kenyah, Kelinyau-Kenyah, Mahakam-Kenyah, Opperbaram-Kenyah, Wahau-Kenyah, Kereho-Uheng, Kohin, Lara', Lawangan, Lengilu, Lundayeh, Ma'anjan, Berau-Maleis, Bukit-Maleis, Kota Bangun Kutai-Maleis, Tenggarong Kutai-Maleis, Malayisch Dayak, Modang, Mualang, Ngaju, Nyadu, Okolod, Paku, Punan Aput, Punan Merah, Punan Merap, Punan Tubu, Putoh, Ribun, Sa'ban, Sajau Basap, Sanggau, Sara, Seberuang, Segai, Selako, Selungai Murut, Semandang, Sembakung Murut, Siang, Tagal Murut, Tamaans, Tausug, Tawoyaans, Tidong, Tunjung, Abung, Atjees, Batak Alas-Kluet, Batak Angkola, Batak Dairi, Batak Karo, Batak Mandailing, Batak Simalungun, Batak Toba, Bengkulu, Enggano, Enim, Gayo, Kaur, Kayu Agung, Kerinci, Komering, Krui, Kubu, Lampung, Lematang, Lembak, Lintang, Lom, Loncong, Lubu, Maleis, Jambi-Maleis, Mentawai, Minangkabaus, Musi, Nias, Ogaans, Palembang, Pasemah, Pekal, Penesak, Zuidelijk Pesisir, Pubiaans, Ranau, Rawa, Rejang, Semendo, Serawai, Sikule, Simeulue, Sindang Kelingi, Sungkai, Alune, Amahai, Ambelau, Aputai, Asilulu, Noord-Babar, Zuidoost-Babar, Banda, Barakai, Bati, Batuley, Benggoi, Boano (Molukken), Bobot, Buli, Boeroe, Dai, Oost-Damar, West-Damar, Dawera-Daweloor, Dobel, Elpaputih, Emplawas, Fordata, Gane, Gebe, Geser-Gorom, Gorap, Haruku, Hitoe, Horuru, Hoti, Huaulu, Hukumina, Hulung, Ili'uun, Imroing, Kadai, Kaibobo, Kamariaans, Karey, Kayeli, Keiees, Kisar, Koba, Kola, Kompane, Kur, Laha, Larike-Wakasihu, Latu, Letinees, Liana-Seti, Lisabata-Nuniali, Lisela, Lola, Lorang, Loun, Luang, Luhu, Maba, Oost-Makiaans, Bacanees Maleis, Noord-Molukkaans Maleis, Mangole, Manipa, Manombai, Manusela, Mariri, Centraal-Masela, Oost-Masela, West-Masela, Masiwang, Naka'ela, Nila, Noord-Nuaulu, Zuid-Nuaulu, Nusa Laut, Patani, Paulohi, Perai, Piru, Roma, Salas, Salemaans, Saparuaans, Sawai, Seit-Kaitetu, Selaru, Seluwasaans, Sepa, Serili, Serua, Sula, Taliabu, Talur, Oost-Tarangaans, West-Tarangaans, Tela-Masbuar, Teluti, Teor, Te'un, Tugun, Ujir, Watubela, Noord-Wemale, Zuid-Wemale, Yalahataans, Yamdena, Moksela, Palumata, Adonara, Alor, Amarasi, Anakalangu, Bilba, Bimanees, Dela-Oenale, Dengka, Dhao, Endenees, Helong, Ile Ape, Kamberaas, Kedang, Kemak, Ke'o, Kepo', Kodisch, Komodo, Lamaholot, Lamalera, Lamatuka, Lambojaas, Laura, Zuid-Lembata, West-Lembata, Levuka, Lewo Eleng, Lewotobi, Lionees, Lole, Mamboru, Manggarai, Nage, Ngadha, Oostelijk Ngadha, Paluees, Rajong, Rembong, Ringgou, Riung, Rongga, Sasak, Savoenees, Sika, So'a, Soembawarees, Termanu, Tetun, Tii, Uab Meto, Wadjewaas, Wae Rana, Wanukaka, Ambai, Ansus, Anus, Arguni, As, Bedoanas, Biaks, Biga, Bonggo, Busami, Dusner, Erokwanas, Irarutu, Iresim, Kawe, Kayupulau, Kowiai, Kuri, Kurudu, Legenyem, Liki, Maden, Mapia, Marau, Masimasi, Matbat, Ma'ya, Meoswar, Mor, Munggui, Onin, Ormu, Papuma, Podena, Pom, Roon, Sekar, Serui-Laut, Sobei, Tandia, Tarpia, Tobati, Uruangnirin, Wabo, Waigeo, Wakde, Wandamen, Waropen, Wauyai, Woi, Yamna, Yarsun, Yaur, Yeretuar, Andio, Aralle-Tabulahaans, Bada, Bahonsuai, Indonesisch Bajau, Balaesang, Balantak, Bambam, Banggai, Bantik, Baras, Bentong, Besoa, Bintauna, Boano (Celebes), Bobongko, Bolango, Bonerate, Budong-Budong, Boeginees, Bungku, Buol, Busoa, Campalagiaans, Cia-Cia, Dakka, Dampelas, Dondo, Duri, Enrekang, Gorontalo, Kaidipang, Da'a-Kaili, Ledo-Kaili, Unde-Kaili, Kaimbulawa, Kalao, Kalumpang, Kamaru, Kioko, Kodeoha, Kust-Konjo, Hoogland-Konjo, Koroni, Kulisusu, Kumbewaha, Laiyolo, Lasalimu, Lauje, Lemolang, Liabuku, Lindu, Lolak, Maiwa, Makassar, Makassar-Maleis, Malimpung, Mamasa, Mamuju, Mandar, Moma, Mongondow, Mori Atas, Mori Bawah, Moronene, Muna, Napu, Padoe, Pamona, Panasuaans, Pancana, Pannei, Pendau, Ponosakaans, Rahambuu, Rampi, Ratahaans, Kust-Saluaans, Kahumamahonsaluaans, Sangir, Sarudu, Sedoa, Seko Padang, Seko Tengah, Selayar, Suwawa, Tae', Taje, Tajio, Talaud, Taloki, Talondo', Toala', Tolaki, Tomadino, Tombelala, Tombulu, Tomini, Tondano, Tonsawang, Tonsea, Tontemboaans, Topoiyo, Toraja-Sa'dan, Totoli, Tukang Besi Noord, Tukang Besi Zuid, Ulumanda', Uma, Waru, Wawonii, Wolio, Wotu, Tringgus, West-Cham
- Bayono-Awbonotalen (2): Awbono, Bayono

## Bayono-Awbonotalen(2)
Awbono, Bayono

## Creoolse talen(8)
- Maleis-gebaseerde talen (5): Betawi, Ambonees Maleis, Banda-Maleis, Kupang-Maleis, Manado-Maleis
- Indonesisch-gebaseerde talen (1): Peranakan-Indonesisch
- Nederlands-gebaseerde talen (1): Petjo
- Portugees-gebaseerde talen (1): Ternateño

## Dravidische talen(1)
Tamil

## Gebarentalen(2)
Balinese Gebarentaal, Indonesische Gebarentaal

## Geelvinkbaaitalen(33)
- Merenvlaktetalen (20): Awera, Biritai, Doutai, Duvle, Edopi, Eritai, Fayu, Foau, Iau, Kaiy, Kirikiri, Kwerisa, Obokuitai, Papasena, Rasawa, Saponi, Sikaritai, Tause, Taworta, Waritai
- Oost-Geelvinkbaaitalen (11): Anasi, Barapasi, Bauzi, Burate, Demisa, Kofei, Nisa, Sauri, Tefaro, Tunggare, Woria
- Yawatalen (2): Saweru, Yawa

## Indo-Europese talen(7)
- Germaanse talen (1): Nederlands
- Indo-Arische talen (1): Punjabi
- Indo-Iraanse talen (4): Bengaals, Gujarati, Hindi, Sindhi
- Italische talen (1): Portugees, Spaans

## Isolaten(2)
Abinomn, Burmeso

## Lager-Mamberamotalen(2)
Warembori, Yoke

## Ongeclassificeerde talen(5)
Betaf, Kehu, Kembra, Lepki, Murkim

## Oost-Vogelkoptalen(3)
Manikion
- Meaxtalen (2): Meyah, Moskona

## Pidgins(2)
- Iha-gebaseerde talen (1): Iha-Gebaseerd Pidgin
- Onin-gebaseerde talen (1): Onin-Gebaseerd Pidgin

## Sepik-Ramutalen(2)
- Sepiktalen (2): Kimki, Yetfa

## Sino-Tibetaanse talen(5)
- Chinese talen (5): Hakka-Chinees, Mandarijn, Min Dong-Chinees, Minnanyu, Kantonees

## Skotalen(1)
- Vanimotalen (1): Skou

## Trans-Nieuw-Guineatalen(170)
- Hoofdsectietalen (90): Aghu, Airoraans, Casuarinakust-Asmat, Centraal-Asmat, Noord-Asmat, Yaosakor-Asmat, Atohwaim, Auye, Asue-Awyu, Centraal-Awyu, Edera-Awyu, Jair-Awyu, Noord-Awyu, Zuid-Awyu, Bagusa, Baham, Burumakok, Buruwai, Citak, Tamnim-Citak, Damal, Lager-Grote Vallei-Dani, Midden-Grote Vallei-Dani, Opper-Grote Vallei-Dani, Westelijk Dani, Dao, Dem, Demta, Diuwe, Ekari, Hupla, Iha, Isirawa, Iwur, Kamberau, Kamoro, Karas, Kauwera, Kayagar, Ketum, Kombai, Komyandaret, Koneraw, Kopkaka, Korowai, Noord-Korowai, Kwer, Kwerba, Kwerba Mamberamo, Mairasi, Mandobo Atas, Mandobo Bawah, Marind, Biaans Marind, Massep, Mer, Mombum, Momina, Momuna, Moni, Mor (Momberai), Noord-Muyu, Zuid-Muyu, Nafri, Nakai, Nduga, Ngalum, Nggem, Ninggerum, Samarokena, Sawi, Semimi, Sempaans, Sentani, Silimo, Tabla, Tamagario, Tanahmerah, Tangko, Trimuris, Tsakwambo, Walak, Wambon, Wanggom, Wano, Warkay-Bipim, Wolani, Angguruk-Yali, Ninia-Yali, Pasvallei-Yali, Yaqay
- Kauretalen (4): Kapori, Kaure, Kosadle, Narau
- Kolopomtalen (3): Kimaama, Ndom, Riatana
- Mektalen (7): Eipomek, Ketengbaans, Korupun-Sela, Nalca, Nipsaans, Una, Kosarek-Yale
- Moloftalen (1): Molof
- Morwaptalen (1): Elseng
- Nimboraanse talen (5): Gresi, Kemtuik, Mekwei, Mlap, Nimboraans
- Noordelijke talen (18): Awyi, Berik, Bonerif, Dabe, Itik, Keder, Kwesten, Mander, Manem, Maremgi, Mawes, Orya, Sause, Senggi, Sowanda, Taikat, Wares, Waris
- Pauwasitalen (4): Dubu, Emumu, Towei, Yafi
- Senagitalen (1): Dera
- Trans-Fly-Bulakariviertalen (8): Bädi-Kanum, Ngkâlmpw-Kanum, Smärky-Kanum, Sota-Kanum, Maklew, Morori, Yei, Yelmek
- Uskutalen (1): Usku
- Zuid-Vogelkop-Timor-Alor-Pantartalen (27): Oirata, Abui, Adang, Blagar, Bunak, Hamap, Kabola, Kafoa, Kamang, Kelon, Kui, Kula, Lamma, Nedebang, Retta, Sawila, Tereweng, Tewa, Wersing, Arandai, Duriankere, Kaburi, Kais, Kemberano, Kokoda, Konda, Puragi, Suabo, Yahadiaans

## West-Papoeatalen(27)
- Hattamtalen (1): Hatam
- Kebartalen (1): Mpur
- Noord-Halmaheratalen (17): Galela, Gamkonora, Ibu, Kao, Laba, Loloda, West-Makiaans, Modole, Pagu, Sahu, Tabaru, Ternate, Tidore, Tobelo, Tugutil, Tulehu, Waioli
- Vogelkoptalen (8): Abun, Kalabra, Karon Dori, Mai Brat, Moi, Moraid, Seget, Tehit